# وارطان پطروسیان (سیاستمدار)
وارطان آلکساندری پطروسیان (ارمنی: Վարդան Ալեքսանդրի Պետրոսյան؛ زادهٔ ۱ مهٔ ۱۹۵۸) یک  سیاستمدار اهل ارمنستان است که از تاریخ ۱۹۹۰ تا تاریخ ۱۹۹۵ سمت نمایندگی دوره اول شورای عالی جمهوری ارمنستان را برعهده داشت.

## زندگی‌نامه
در 	۱ مهٔ ۱۹۵۸ در ارمنستان به دنیا آمد . 